# Turn Back the Clock
Turn Back The Clock är debutalbumet med den brittiska musikgruppen Johnny Hates Jazz, utgivet 1988.

## Låtlista
1. "Shattered Dreams"
2. "Heart of Gold"
3. "Turn Back the Clock"
4. "Don't Say It's Love"
5. "What Other Reason"
6. "I Don't Want To Be A Hero"
7. "Listen"
8. "Different Seasons"
9. "Don't Let It End This Way"
10. "Me And My Foolish Heart"
11. "Shattered Dreams (12" Extended Mix)"
12. "Heart Of Gold (Extended Mix)"
13. "Turn Back The Clock (12" Extended Mix)"
14. "Don't Say It's Love (12" Extended Remix)"
15. "Me And My Foolish Heart (12" Mix)"
16. "Turn Back The Clock (Unreleased Version)"